# Tsjecho-Slowakije op de Olympische Zomerspelen 1948
Tsjecho-Slowakije nam deel aan de Olympische Zomerspelen 1948 in Londen, Engeland.
De 26-jarige Emil Zátopek won op de eerste dag het goud op de 10 km. Hiermee gaat hij de geschiedenis in als eerste goudenmedaillewinnaar voor zijn land. Hij zou op deze Spelen ook zilver halen op de 5 km.

## Medailles

### 1Goud
- Atletiek - 10.000m, Emil Zátopek
- Boksen - weltergewicht, Július Torma
- Kanovaren - C-1 1000m, Josef Holeček
- Kanovaren - C-1 10.000m, František Čapek
- Kanovaren - C-2 1000m, Jan Brzák-Felix, Bohumil Kudrna
- Turnen - Vrouwen teamwedstrijd

### 2Zilver
- Atletiek - 5000m, Emil Zátopek
- Kanovaren - C-2 10.000m, Václav Havel, Jiří Pecka

### 3Brons
- Turnen - Mannen vloer, Zdeněk Růžička
- Turnen - Mannen ringen, Zdeněk Růžička
- Turnen - Mannen paardensprong, Leo Sotorník

Afghanistan · Argentinië · Australië · België · Bermuda · Birma · Brazilië · Brits-Guiana · Canada · Ceylon · Chili · Colombia · Cuba · Denemarken · Egypte · Filipijnen · Finland · Frankrijk · Griekenland · Groot-Brittannië · Hongarije · Ierland · IJsland · India · Irak · Iran · Italië · Jamaica · Joegoslavië · Libanon · Liechtenstein · Luxemburg · Malta · Mexico · Monaco · Nederland · Nieuw-Zeeland · Noorwegen · Oostenrijk · Pakistan · Panama · Peru · Polen · Portugal · Puerto Rico · Republiek China · Singapore · Spanje · Syrië · Trinidad en Tobago · Tsjecho-Slowakije · Turkije · Uruguay · Venezuela · Verenigde Staten · Zuid-Afrika · Zuid-Korea · Zweden · Zwitserland